# Paroy-sur-Saulx
Paroy-sur-Saulx is een gemeente in het Franse departement Haute-Marne (regio Grand Est) en telt 44 inwoners (2009). De plaats maakt deel uit van het arrondissement Saint-Dizier.

## Geografie
De oppervlakte van Paroy-sur-Saulx bedraagt 7,0 km², de bevolkingsdichtheid is dus 6,3 inwoners per km².
De onderstaande kaart toont de ligging van Paroy-sur-Saulx met de belangrijkste infrastructuur en aangrenzende gemeenten.

## Demografie
Onderstaande figuur toont het verloop van het inwonertal (bron: INSEE-tellingen).